# 采尔尼茨-洛姆
采尔尼茨-洛姆（德語：Zernitz-Lohm）是德国勃兰登堡州的一个市镇，隶属于东普里格尼茨-鲁平县。总面积为37.31平方千米，截至2020年总人口为894人。